# Три девушки (фильм)
«Три девушки» (англ. 3 Girls) — совместный художественный фильм России, Азербайджана и Германии в жанре детективной комедии. Премьера состоялась 8 апреля 2007 года.

## Сюжет
Трое молодых людей и три девушки, каждый из них по-своему особенный, и все они пытаются найти свою любовь. Их всех к тому же окружает тайна, которая самыми невероятными путями приводит к той самой украденной картине, на которой были изображены три обнажённые девушки.

## В ролях
| Актёр               | Роль                     |
| ------------------- | ------------------------ |
| Йоахим Пауль Ассбёк | Шульц                    |
| Александра Финдер   | Хельга                   |
| Сергей Фролов       | Гена «Погранзон»         |
| Мурад Ибрагимбеков  | Готлиб «Занзарен» Мюллер |
| Арзу Кадырбекова    | Сабина                   |
| Равшана Куркова     | Майя                     |
| Тарана Оджавердиева | Плюша                    |
| Михаил Полицеймако  | Маф                      |
| Заур Теймурбеков    | Джамбо                   |

## Премьера
Мировая премьера фильма состоялась 8 апреля 2007 года. Премьера в России состоялась 26 июня 2007 года.

## Фестивали и награды
Фильм является участником IV международного кинофестиваля «Евразия», и VIII кинофестиваля «Восток-Запад» в Баку. Фильм получил награду «Ника» в категории «Лучший фильм стран СНГ и Балтии».